# Frank Vandenbroucke (homme politique)
Pour les articles homonymes, voir Frank Vandenbroucke.
Frank Vandenbroucke, né le 21 octobre 1955 à Louvain (province de Brabant), est un économiste et homme politique belge néerlandophone, membre du parti socialiste flamand Vooruit.
Il est à de nombreuses repris comme ministre belge et flamand : vice-Premier ministre et ministre des Affaires étrangères au gouvernement de Jean-Luc Dehaene (10 octobre 1994-22 mars 1995), ministre des Affaires sociales et des Pensions dans le gouvernement Verhofdstadt I (12 juillet 1999-11 juillet 2003), ministre fédéral de l'Emploi et des Pensions dans le gouvernement Verhofstadt II (11 juillet 2003-18 juillet 2004), vice-Président et ministre de l'Emploi, de l'Enseignement et de la Formation du gouvernement flamand de Yves Leterme (22 juillet 2004-13 juillet 2009), vice-Premier ministre et ministre des Affaires sociales et de la Santé publique dans le gouvernement De Croo (1er octobre 2020-février 2025) et vice-Premier ministre, ministre de la Santé et des Affaires sociales dans le gouvernement De Wever (à partir du 3 février 2025).
Au niveau parlementaire, il est député de la Chambre des représentants (1985-1996 et 2003) et député au Parlement flamand (2004-2010). Il est également élu au Sénat (2010-2011).

## Biographie
Dans sa jeunesse, Frank Vandenbroucke milite dans les rangs de la Ligue révolutionnaire des travailleurs, la section belge de la Quatrième Internationale trotskyste.
En 1978 il obtient son diplôme de licencié en Sciences Économiques à la KU Leuven.
Franck Vandenbroucke siège à la Chambre des représentants entre 1985 et 1996. Il accède en 1989 à la présidence du Socialistische Partij (SP), le parti socialiste de la Région flamande.
Il succède en 1994 à Willy Claes, nommé secrétaire général de l'OTAN, aux fonctions de vice-Premier ministre et ministre des Affaires étrangères. En conséquence, il cède à Louis Tobback la présidence du SP.
Il démissionne le 22 mars 1995, à la suite de son implication dans l'affaire Agusta, ayant reconnu avoir en 1991 découvert une somme d'argent noir de six millions de francs belges dans les comptes de son parti, dont il était alors président. Cet argent se trouvait sur un compte de la banque suisse CODEP. Il avait alors décidé de demander à Étienne Mangé de brûler les billets. Cependant, aucune preuve n'atteste que celui-ci l'ait fait,. Mangé avait été condamné en décembre 1998 à un an de prison avec sursis pour son implication dans cette affaire et décédé en 2012.
À la suite de sa démission en 1995, Frank Vandenbroucke entame à l'université d'Oxford une thèse de doctorat (soumise en 1999 et publiée en 2011 sous le titre « Social justice and individual ethics in an open society equality, responsibility, and incentives » (Justice sociale et éthique individuelle dans une société ouverte: égalité, responsabilité, et incitants, non traduit).
Il en revient avec le concept d'État social actif, dont il fera un nouveau référentiel d'action public. Deux idées le sous-tendent : l'idée de gestion préventive des risques sociaux et le principe de participation citoyenne (les individus ont des droits mais aussi des devoirs). il s'ensuivra la mise en place de politiques d'emploi actives, qui seront individualisées, conditionnalisées et territorialisées[réf. nécessaire].
Son parti décide de le remplacer par le ministre de l'Intérieur Johan Vande Lanotte comme adjoint au chef de l'exécutif, et par le secrétaire d'État au Développement Erik Derycke pour la direction de la diplomatie.
À la suite des élections législatives fédérales de 1999, le libéral Guy Verhofstadt constitue une coalition « arc-en-ciel » de libéraux, socialistes et écologistes. Franck Vandenbroucke est alors rappelé au gouvernement fédéral pour occuper le poste de ministre fédéral des Affaires sociales et des Pensions.
Lorsque Verhofstadt instaure en 2003 une « coalition violette » entre libéraux et socialistes, Franck Vandenbroucke conserve la compétence sur les Pensions mais abandonne les Affaires sociales au profit de l'Emploi.
Aux élections régionales du 13 juin 2004, il est élu député de Brabant flamand au Parlement flamand. Il n'y siège pas, étant choisi comme vice-président et ministre de l'Emploi, de l'Éducation et de la Formation du gouvernement régional du chrétien-démocrate Yves Leterme. S'il est réélu au scrutin de 2009, il n'est pas reconduit ministre par son parti.
Pour les élections législatives fédérales anticipées du 13 juin 2010, il occupe la 25e et dernière place de la liste du sp.a pour le Sénat. Avec 177 663 voix de préférence, il réalise le deuxième meilleur résultat du parti — derrière Johan Vande Lanotte — et l'un des dix meilleurs scores belges.
Il se retire en octobre 2011 de la vie politique et démissionne de son mandat parlementaire.
Après être resté en retrait de la politique depuis neuf ans, Franck Vandebroucke est rappelé par le Socialistische Partij Anders pour faire partie du gouvernement fédéral mis sur pied le 1er octobre 2020. Dans cette équipe dirigée par Alexander De Croo et qui marque le retour du sp.a au pouvoir fédéral après six ans d'opposition, il est vice-Premier ministre et ministre des Affaires sociales et de la Santé publique.
Le 3 février 2025, Frank Vandenbroucke reste à l’échelon fédéral dans le gouvernement De Wever, étant désigné vice-Premier ministre, ministre de la Santé et des Affaires sociales.